# Robinson Crusoe (1964)
Die seltsamen und einzigartigen Abenteuer des Robinson Crusoe aus York, berichtet von ihm selbst, so der Titel des meist als Robinson Crusoe geführten Werkes, ist ein Abenteuervierteiler aus dem Jahr 1964. Er wurde nach dem Romanklassiker von Daniel Defoe von Jean Sacha für das ZDF produziert. Die deutsch-französische Produktion wurde in Schwarz-Weiß gedreht und begründete die Reihe der als erfolgreich geltenden Adventsvierteiler.
Zusammen mit Jean-Claude Carrière erstellte Herstellungsleiter Walter Ulbrich unter dem Pseudonym Eugen von Metz das Drehbuch für den Vierteiler. Die Produktionsleitung hatte die französische Sängerin und Holocaustüberlebende Claire Monis übernommen.
Die Serie machte den Hauptdarsteller Robert Hoffmann überregional bekannt. Für seine Rolle erhielt er 2.000 DM Gage.

## Handlung
Der Engländer Robinson Crusoe strandet 1697 nach einem Schiffbruch als einziger Überlebender auf einer Insel im karibischen Meer, auf der er etwa sechs Jahre zubringen wird. Er lernt Feuer zu machen, Vieh zu halten und Geräte anzufertigen. Aus dem Wrack seines Schiffes „Esmeralda“ birgt er Waffen, Gebrauchsgegenstände, Lebensmittel sowie einen Hund. Eine Höhle baut er zu seiner Unterkunft aus. Im Laufe seines Aufenthaltes begegnet er kannibalischen Indios, die die Insel regelmäßig aufsuchen, um Gefangene zu töten und zu verzehren. Crusoe befreit eines der Opfer, mit dem er sich nach anfänglichem Misstrauen mehr und mehr anfreundet. „Freitag“, wie er den Eingeborenen nach dem aktuellen Wochentag nennt, steht ihm später gegen Piraten bei, die ein ankommendes Schiff gekapert haben, mit dem Crusoe schließlich die Insel wieder verlässt. Crusoe hat sich den Bart zunächst nur wachsen lassen, um gegenüber Freitag überlegen auszusehen. 6 Jahre, 2 Monate und 19 Tage ist Robinson auf der Insel gewesen.
Ein Erzähler schildert die Handlung aus dem Hintergrund als Crusoe rückblickend in der Ich-Perspektive, wobei er Eingeborene „Wilde“ nennt.
Der Film beginnt mit dem Schiffbruch und behandelt in Rückblenden die Vorgeschichte der Reise, zunächst in Crusoes Heimatstadt York, wo er eine Berufsausbildung abbricht, nachdem er bei einem Mr. Woolseley ein geheimnisvolles Zimmer mit Schätzen aus allen Weltgegenden betreten hat. Es stellt sich heraus, dass Wooseley bei der fingierten Hinrichtung Anne Bonnys anwesend war. Dies weckt in dem jungen Crusoe die Abenteuerlust. Eine weitere Rückblende zeigt eine Schiffsreise, bei der Crusoe an der westafrikanischen Küste von Beduinen gefangen genommen und als Sklave verkauft wird. Auf seiner Flucht gerät ihm ein Geldbetrag seines Besitzers in die Hände, mit dem er selbst einen Sklavenhandel beginnt, was zur Reise in die Karibik und schließlich zum Schiffbruch führt.
Der Film endet damit, dass Crusoe in seinem Haus in England Freitag die Geschichte diktiert, und am Schluss wird die genaue Position der Insel angegeben: 11 Grad nördlicher Breite und 22 Längengrade westlich von Kap Sankt Augustino.

## Musik
Für die deutsche und die französische sowie für die englische Fassung wurde je eine eigene Filmmusik komponiert, die jeweils auf der Doppel-CD Abenteuerklassiker enthalten ist (siehe Medien). Die Musik für die deutsche und französische Fassung schrieb Georges van Parys, für die englische Fassung Robert Mellin und Gian Piero Reverberi. Der Grund für die Verwendung unterschiedlicher Musikfassungen liegt darin, dass die BBC die Serie in 13 Teile aufstückelte und die Originalmusik nicht in dieses Konzept passte. Das englische Titelthema erschien 1969 auch auf einer Single. Von der englischen Musik wurden 1991 und 1997 Bearbeitungen auf CD herausgegeben.

## Deutsche Fassung
Die deutsche Synchronfassung entstand 1964 bei der Berliner Synchron GmbH Wenzel Lüdecke.
| Rolle            | Darsteller      | Synchronsprecher  |
| ---------------- | --------------- | ----------------- |
| Robinson Crusoe  | Robert Hoffmann | Michael Chevalier |
| Crusoes Vater    | Erich Bludau    | Curt Ackermann    |
| Kapitän Darrik   | Robert Dalban   | Konrad Wagner     |
| Wooseleys Nichte | Claudia Berg    | Agi Prandhoff     |
| Airkins          | Robert Luchaire | Arnold Marquis    |

## Sonstiges
- Die Dreharbeiten der Außenaufnahmen für Robinsons Insel und die Landschaften, die in Brasilien und Arabien spielen, fanden alle auf Gran Canaria bei Playa del Inglés, Maspalomas und im Landesinneren bei Tejeda statt. Der Süden von Gran Canaria war 1964 noch ein karger, halbwüstenhafter und nur spärlich besiedelter Landstrich und touristisch noch weitgehend unerschlossen. Die Aufnahmen für England wurden in der Normandie gedreht.
- Der Film weist, aufgrund des Unterhaltungsanspruchs und der als fachunkundig angenommenen Hauptzielgruppe, mehrere logische Fehler, Anachronismen und Brüche der Authentizität auf. So erwähnt der Sprecher, dass nach drei Jahren Inselaufenthalt Robinson Crusoes der englische König hingerichtet worden sei, was zur entsprechenden Zeit nicht der Fall war.
- Der "Freitag" spielende Schauspieler Fabian Cevallos stammt aus Ecuador.

## Medien
Filmmusik
- Robinson Crusoé, 2 EP, Petit Menestrel ALB 405 (Musik und Dialog; Frankreich)
- The Man From U.N.C.L.E. - Cult TV Classics, 1 CD, Silva Screen FILMCD 712 (Großbritannien)
- The Adventures of Robinson Crusoe - Original Television Soundtrack, 1 CD, Silva Screen FILMCD 705 (Großbritannien 1990, 1997 (New Expanded CD Release))
- Abenteuer-Klassiker - Originalmusik aus den legendären TV-Vierteilern, 2 CDs, BSC Music/Cine Soundz Prudence 398.6619.2 (Deutschland 2001)

DVD
- Robinson Crusoe (2 DVDs), Concorde Home Entertainment, 2006

Literatur
- Oliver Kellner und Ulf Marek: Seewolf & Co. - Die großen Abenteuer-Vierteiler des ZDF, Schwarzkopf und Schwarzkopf, ISBN 3896026321